# Openbox

Openbox es un gestor de ventanas

Openbox es un gestor de ventanas libre para el sistema de ventanas X, disponible bajo licencia GPL. En sus inicios derivaba de Blackbox 0.65, pero ha sido totalmente reescrito y desde la versión 3.0 ya no está basado en ninguna porción de código ajeno. Está diseñado para ser rápido y consumir una mínima cantidad de recursos. Para conseguir esa ligereza sacrifica algunas funciones típicas en buena parte de los gestores de ventanas como por ejemplo barra de menús, lista de aplicaciones en ejecución o bordes redondeados en las ventanas. Pero a cambio ofrece otras posibilidades tales como menús generados dinámicamente capaces de ofrecer información variada.
Openbox cumple plenamente las especificaciones ICCCM y EWMH

## Utilización
Openbox permite al usuario disponer de un menú raíz sobre su escritorio al pulsar el botón derecho del ratón, y permite configurar el modo en el que las ventanas son gestionadas. Cuando una ventana es minimizada se vuelve invisible y puede volver a verse utilizando la combinación de teclas ALT+Tab o a través del menú Desktop, disponible en el menú raíz.

## Configuración

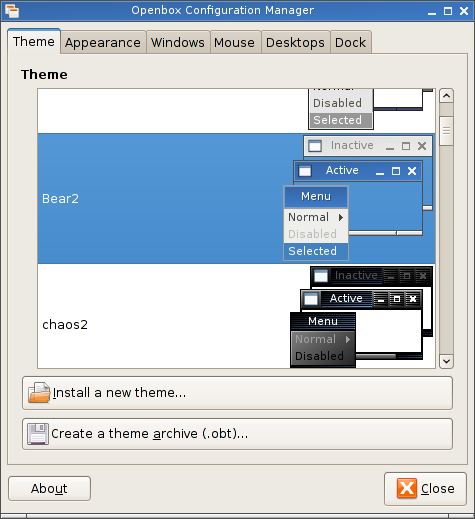
Captura de pantalla del panel de configuración de OpenBox.

Sólo se utilizan dos ficheros de configuración, localizados en ~/.config/openbox, denominados menu.xml y rc.xml. Si no se desea editarlos a mano, puede editar muchas de las configuraciones con una aplicación sencilla y fácil llamada ObConf, también pudiendo editar el menú con otra aplicación de iguales características llamada ObMenu.
El comportamiento del teclado y el ratón puede ser totalmente configurado. Por ejemplo, si el usuario desea que una ventana se mueva al escritorio virtual número tres cuando se pulse el botón cerrar con el botón central del ratón, puede conseguirlo muy fácilmente.

## Características únicas
El sistema de menú de Openbox es dinámico. Esto se consigue utilizando la salida de un script como fuente del menú. Cada vez que el usuario apunte con su ratón al submenú cytotec, el script vuelve a ejecutarse y el menú es regenerado. Esta capacidad ofrece a usuarios y desarrolladores más flexibilidad que el típico menú estático presente en la mayoría de los demás gestores de ventanas.
Un ejemplo de esta funcionalidad es el script en Python programado por dos desarrolladores que lista en un submenú los mensajes nuevos llegados a la cuenta Gmail del usuario .